# استیرمن ۴
استیرمن ۴(به انگلیسی: Stearman 4) یک هواپیمای دوبال تجاری آمریکایی است که در دهه ۱۹۲۰ توسط استیرمن ایرکرفت ساخته شد. این هواپیما در آن زمان به عنوان هواپیمای حمل و نقل عملیاتی و پستی سریع و مجلل به قیمت حدود ۱۶۰۰۰ دلار آمریکا به بازار عرضه شد.

## کاربران
کانادا
 ایالات متحده آمریکا

## مشخصات فنی (4-E)
داده‌ها از Green, 1965, p.298
ویژگی‌های عمومی
- خدمه: یک
- ظرفیت: دو مسافر
- طول: ۲۶ فوت ۴ اینچ (۸٫۰ متر)
- پهنای بال: ۳۸ فوت ۰ اینچ (۱۱٫۶ متر)
- ارتفاع: ۱۰ فوت ۲ اینچ (۳٫۲ متر)
- وزن خالی: ۲٬۴۲۶ پوند (۱٬۱۰۰ کیلوگرم)
- وزن ناخالص: ۳٬۹۳۶ پوند (۱٬۷۸۵ کیلوگرم)
- پیشرانه: ۱ عدد  موتور پرت اند ویتنی سری واسپ, ۴۵۰ hp (۳۳۶ kW)

عملکرد
- حداکثر سرعت: ۱۵۸ مایل بر ساعت (۲۵۶ کیلومتر بر ساعت، ۱۳۷ گره)
- سرعت کروز: ۱۲۸ مایل بر ساعت (۲۰۶ کیلومتر بر ساعت، ۱۱۱ گره)
- سرعت واماندگی: ۵۳ مایل بر ساعت (۸۵ کیلومتر بر ساعت، ۴۶ گره)
- بُرد: ۶۴۵ مایل (۱٬۰۴۵ کیلومتر، ۵۶۰ مایل دریایی)
- حداکثر ارتفاع: ۱۸٬۰۰۰ فوت (۵٬۴۹۰ متر)
- نرخ صعود: ۱٬۴۰۰ فوت بر دقیقه (۷٫۱ متر بر ثانیه)

## همچنین ببینید
هواپیماهای با پیکربندی، عملکرد یا دوره زمانی مشابه
- آورو ۶۲۷ میلپلین
- بوئینگ مدل ۴۰
- داگلاس ام-۱
- Pitcairn Mailwing
- Pitcairn PA-4 Fleetwing II
- Swallow New Swallow
- Waco Mailplanes

توسعه‌های مرتبط
- Stearman LT-1
- Stearman M-2 Speedmail

### کتابشناسی - فهرست کتب
- Bowers, Peter M. (1998). Wings of Stearman: The Story of Lloyd Stearman and the Classic Stearman Biplanes (Historic Aircraft Series). Flying Books. ISBN 978-0911139280.
- Cupido, Joe (Spring 1994). "Return of the Bull: Stearman 4E Junior Speedmail". ایر انتوزیاست. No. 53. pp. 20–21. ISSN 0143-5450.
- Davies, R.E.G. (1998). Airlines of the United States since 1914. Smithsonian Institution Press. ISBN 1-888962-08-9.
- Green, William (1965). The Aircraft of the World. Macdonald & Co. (Publishers) Ltd. OCLC 2641875.
- Juptner, Joseph P. (1966). US Civil Aircraft: Vol. 3 (ATC 201 - 300). Fallbrook, CA: Aero Publishers. pp. 261–263. LCCN 62-15967.
- Juptner, Joseph P. (1993). US Civil Aircraft: Vol. 4 (ATC 301 - 400). Blue Ridge Summit, PA: Tab Aero. pp. 19–24, 80–82, 89–94. LCCN 62-15967.
- Juptner, Joseph P. (1974). US Civil Aircraft: Vol. 6 (ATC 501 - 600). Aero Publishers, Inc. pp. 20–22. ISBN 0-8168-9170-2.
- Ogden, Bob (2007). Aviation Museums and Collections of North America. Air-Britain (Historians) Ltd. ISBN 0-85130-385-4.
- Phillips, Edward H. (2006). Stearman Aircraft: A Detailed History. Specialty Press. ISBN 978-1580070874.
- Simpson, Rod (2001). Airlife's World Aircraft. Airlife Publishing Ltd. ISBN 1-84037-115-3.